# 戴氏連鰭䲗
戴氏連鰭䲗（学名：Synchiropus delandi），又名婆羅連鰭䲗、老鼠、狗圻，为辐鳍鱼纲海龙鱼目䲗科連鰭䲗屬下的一个种。该物种于1943年由Henry Weed Fowler描述及命名，主要分布于西太平洋海域。